# Pseudoscaphirhynchus hermanni
Espèce
Synonymes
- Pseudoscaphirhynchus hermani (Severtzov, 1877)
- Scaphirhynchus hermanni Kessler, 1877

Statut de conservation UICN

 CR A2c : 
En danger critique
Statut CITES
Pseudoscaphirhynchus hermanni est une espèce de poissons de l'ordre des Acipenseriformes. 
C'est la plus petite espèce d'esturgeons au monde avec une taille maximale de 27,5 cm.